# Kaple Panny Marie de Mercede
Kaple Panny Marie de Mercede (německy Maria-de-Mercede-Kapelle) je novogotická sakrální stavba na Marketě (místní část města Dolní Poustevna). Roku 1854 ji nechala postavit řádová sestra Margareta Herrmannová. V roce 1938 byla kaple rozšířena o přístavbu a roku 2014 prošla celkovou rekonstrukcí. Stavba slouží především jako hřbitovní kaple, pravidelné bohoslužby se nekonají.

## Historie
Kaple Panny Marie de Mercede (mylně označovaná též kostel či kostelík) byla postavena roku 1854 ve vsi Marketa, která v této době patřila spolu s Karlínem k obci Horní Poustevna (v takto vymezené lokalitě byla a stále je jedinou církevní stavbou). Donátorkou stavby se stala řádová sestra Margareta Herrmannová, která na výstavbu poskytla 500 zlatých). Obec i po výstavbě kaple patřila pod lobendavskou farnost, kam také věřící i nadále docházeli na pravidelné bohoslužby. V kapli byly slouženy mše svaté pouze v letním období, a to jednou týdně. Pravidelná církevní slavnost s mší svatou se konala 24. září a účastnil se jí lobendavský kostelní sbor. Roku 1874 založila obec nad kaplí hřbitov a od této doby slouží stavba nepřetržitě také jako hřbitovní kaple. Zvon z roku 1868 padl za oběť rekvizicím první světové války a po jejím skončení jej nahradily dva nové. Roku 1880 byly instalovány varhany, které však v roce 1907 nahradilo harmonium. Štít doplnily roku 1902 hodiny a o deset let později byla kaple elektrifikována.
Od svého vzniku až do 30. let 20. století zůstávala kaple v původní podobě. Výrazná přestavba přišla těsně před vypuknutím druhé světové války. Roku 1938 (datování na vnitřním prahu) byla přistavěna přední, téměř čtvercová, část kaple, která zůstala neomítnutá. Z původní kaple se tak stalo zakončení lodi a presbytář. Díky hřbitovu byla stavba velmi dobře udržována byla i po druhé světové válce, první fasády se však dočkala až v roce 1986. Na sklonku roku 2014 byla dokončena izolace proti vlhkosti a kaple se dočkala nových omítek a nátěrů. Stavba je ve vlastnictví města Dolní Poustevna a není památkově chráněna. Pravidelné bohoslužby se zde nekonají.

## Popis
Přestože je stavba v mnoha ohledech poměrně jednoduchá, výrazně se odlišuje od ostatních sakrálních památek v okolí. Kaple je jednolodní, obdélná, v zadní části zúžená a zakončená půlkruhovým presbytářem s malým čtyřlaločným oknem (původní kaple). Jediný vchod je umístěn v průčelí, doplňuje jej široké schodiště s pěti stupni a s naznačeným zděným zábradlím. Na dvojkřídlé dřevěné dveře navazuje světlík zakončený lomeným obloukem. Po stranách průčelí jsou úzká okna zakončená rovněž lomeným obloukem. Ve štítu rizalitu je umístěno trojúhelníkové okno, nad ním, v hlavním štítu, se nachází hodiny. Boční stěny kaple jsou velmi úsporné, bez dekoračních prvků. Na každé straně jsou čtyři úzká vysoká okna zakončená lomeným obloukem. Barva fasády je tónovaná do odstínů žluté, před poslední rekonstrukcí to byla kombinace žluté a bílé. Střecha je krytá šablonami imitujícími břidlici. V přední části z ní vybíhá čtyřhranný sanktusník. Uvnitř se dochoval původní modrý oltář z druhé poloviny 19. století s obrazem Panny Marie. Lavice pochází z doby přestavby kaple, přičemž první lavice v obou řadách pochází patrně z původní kaple. Stěny jsou téměř bez výzdoby, bílé, pouze pilastry jsou modré.

## Galerie

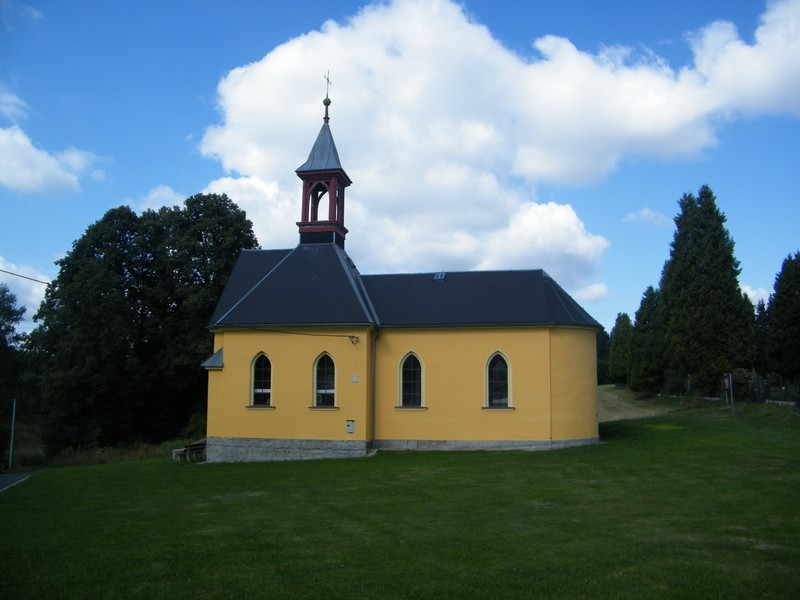
Východní stěna (2015)
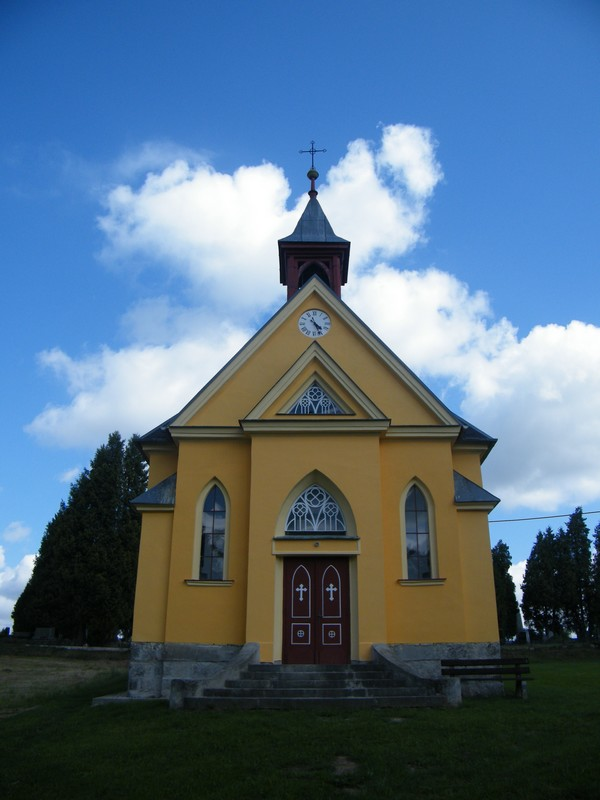
Průčelí (2015)
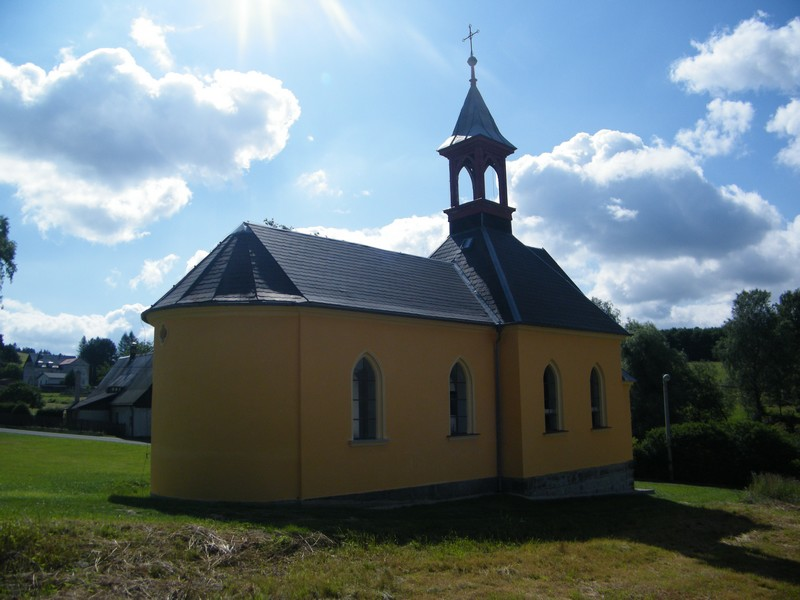
Západní stěna (2015)
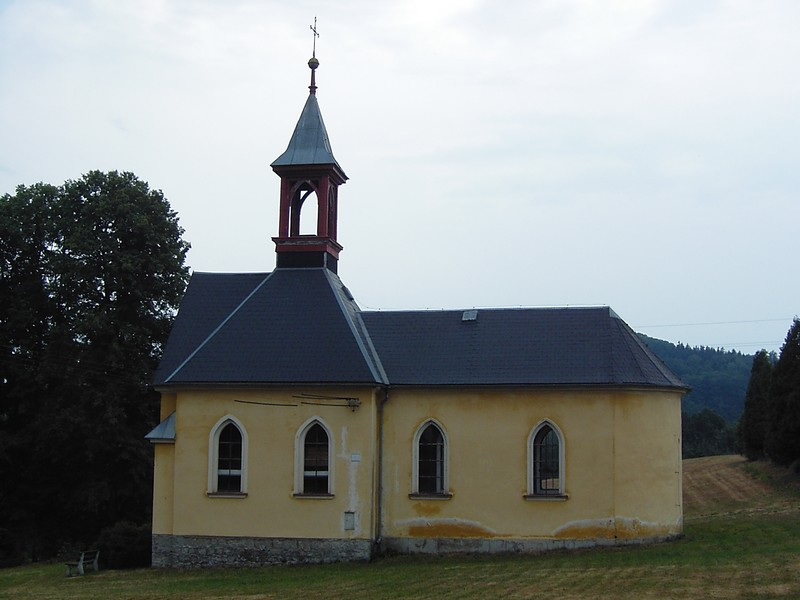
Východní stěna před rekonstrukcí (2006)
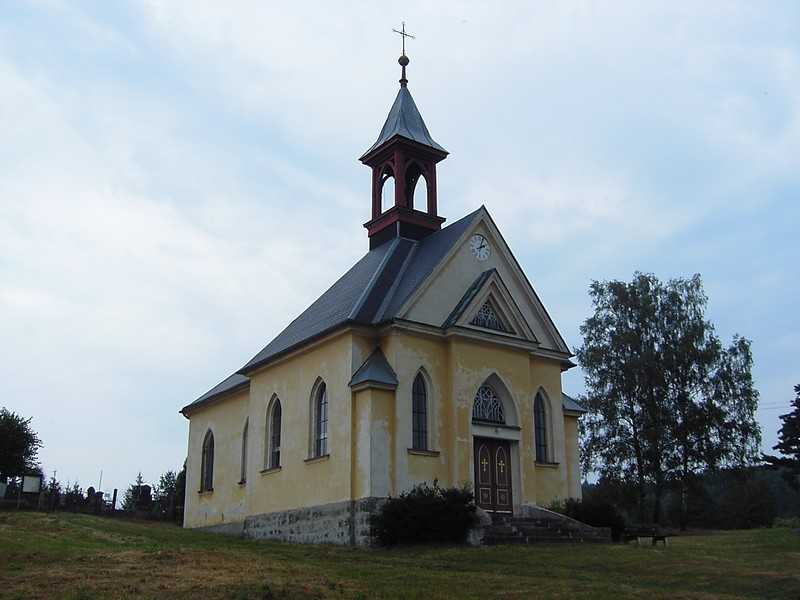
Západní stěna a průčelí před rekonstrukcí (2006)
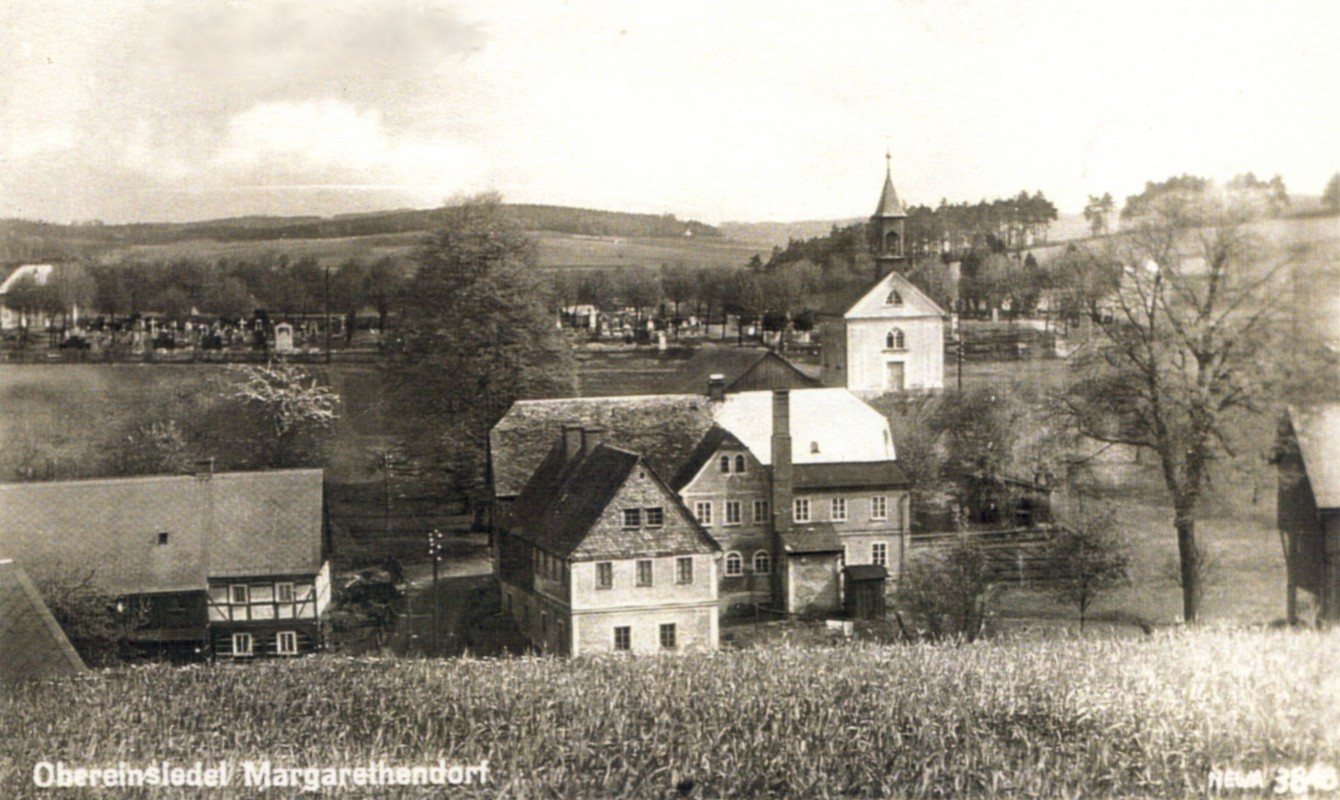
Pohled na Marketu s původní kaplí
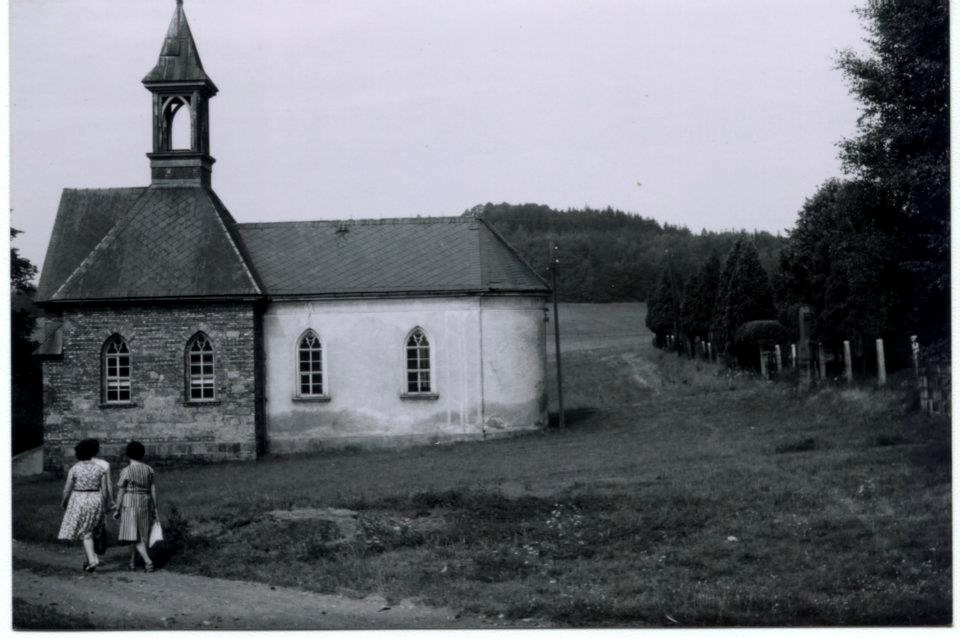
Kaple s přístavbou